# Troizen (Stadt)

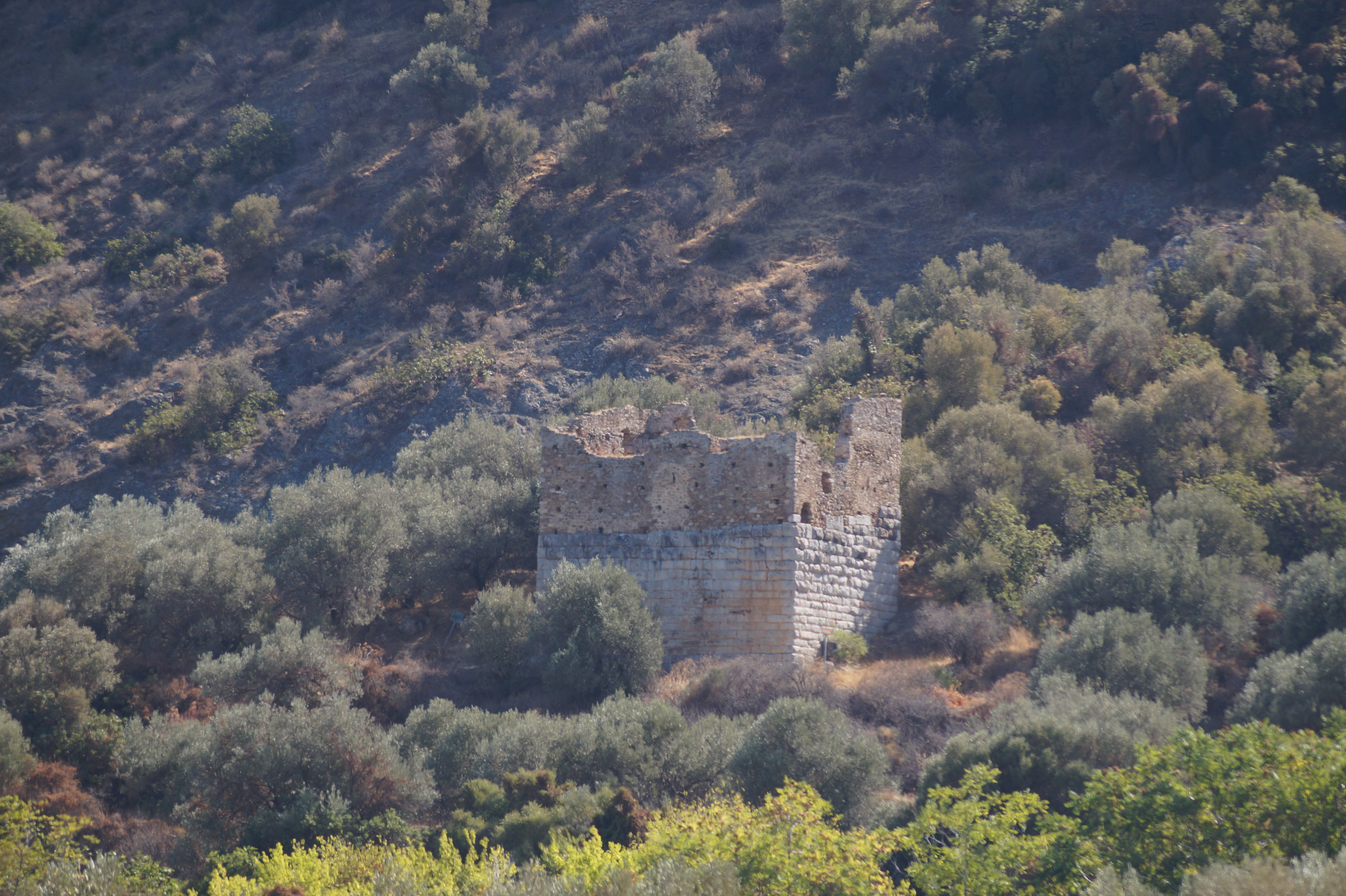
Der sogenannte Palast des Theseus in Troizen

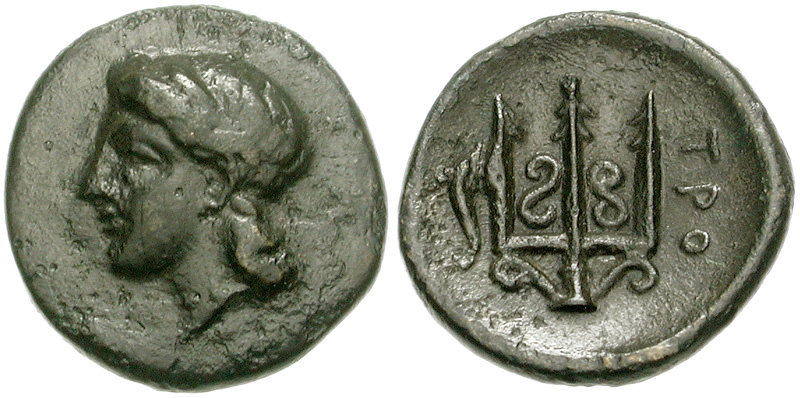
Münze aus Troizen mit Athene und dem Dreizack

Troizen (altgriechisch Τροιζήν), auch Trözēn, war eine Stadt im antiken Griechenland. Sie liegt nordwestlich des heutigen Ortes Trizina an der Nordküste der Argolis in der Nähe der Halbinsel Methana. Troizen galt als Geburtsort des attischen Heros Theseus.

## Mythologische Überlieferung

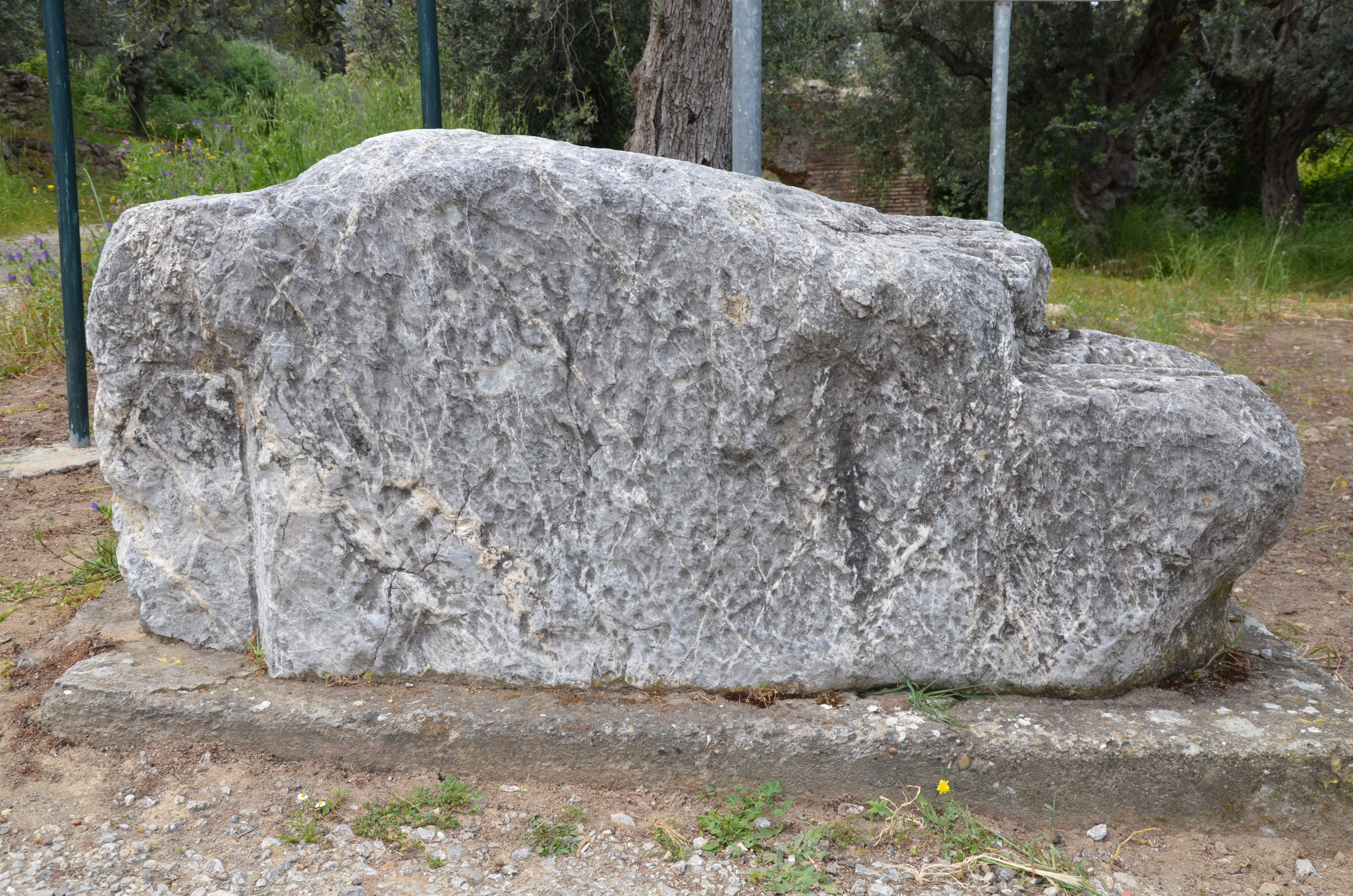
Theseus-Stein

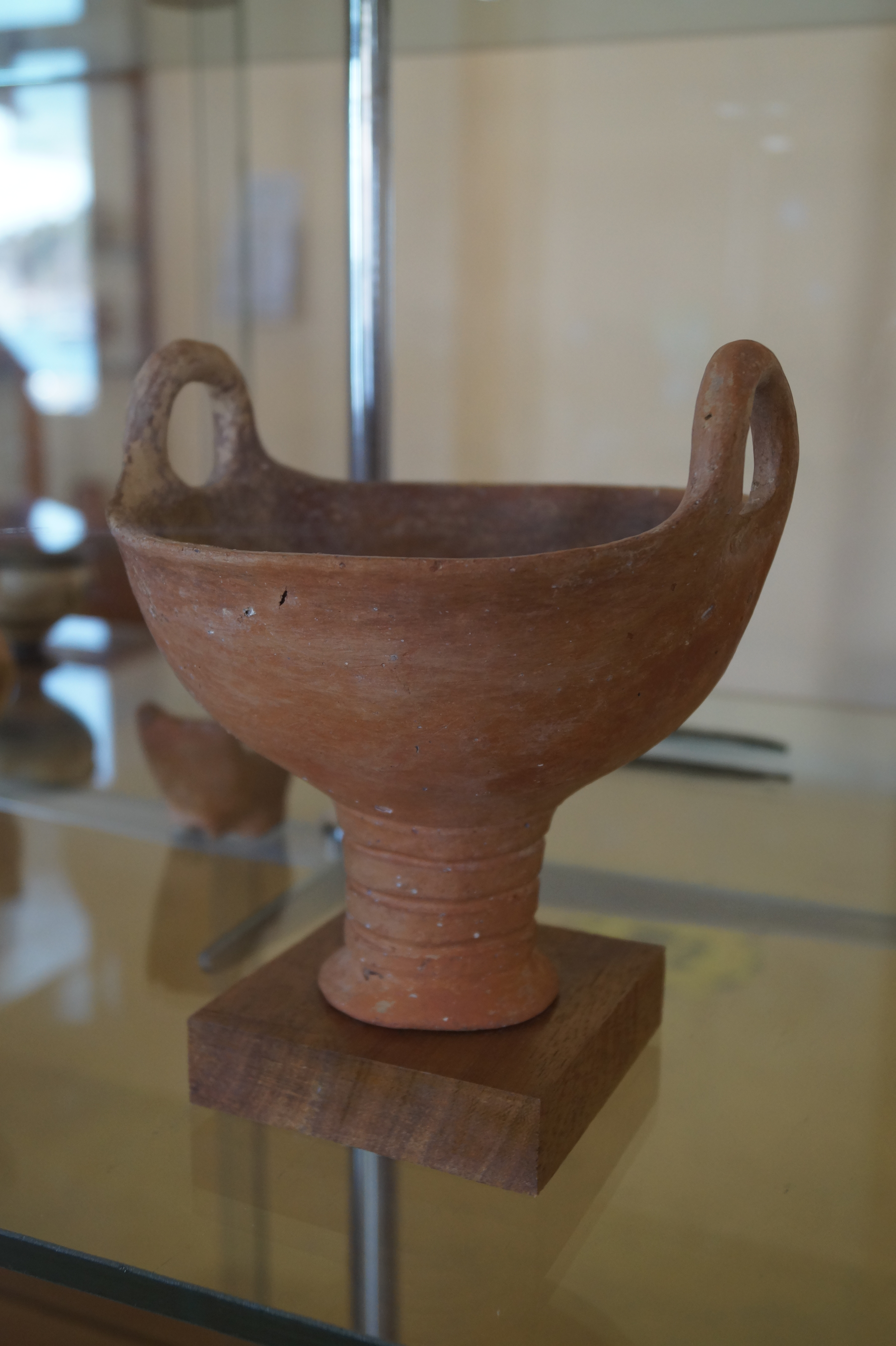
Streufund: Mittelhelladischer Kelch (2. Jahrt. v. Chr.)

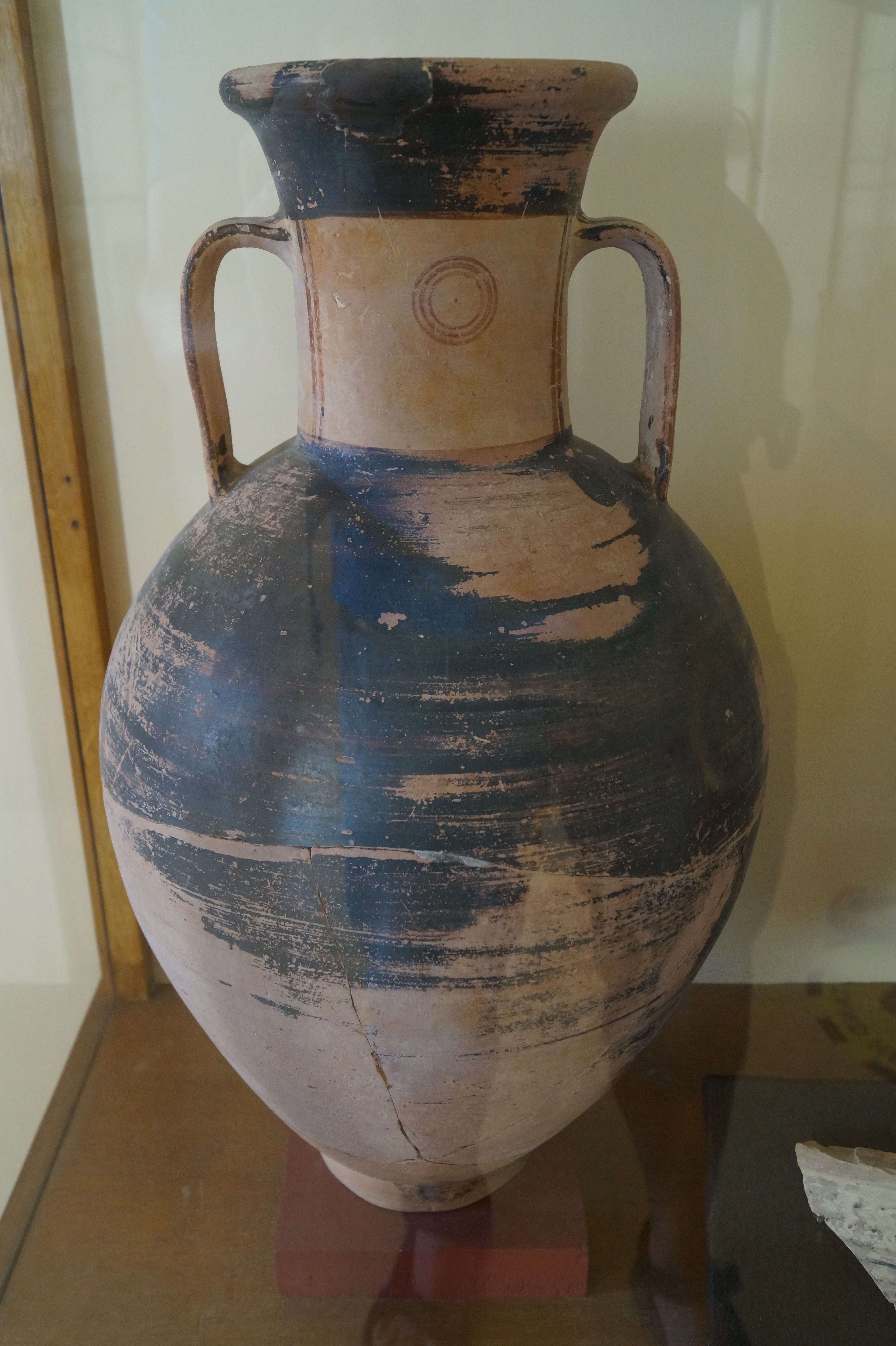
Geometrische Amphore aus einem Grab (8. Jahrh. v. Chr.)

Als erstes soll Oros hier gesiedelt und als König über das Land geherrscht haben. Er nannte sein Reich Oraia. Sein Nachfolger wurde Althepos, der Sohn des Poseidon und seiner Tochter Leïs. Genauso wie Kekrops I. in Attika wurde Althepos vor die Wahl gestellt, welcher Gottheit sein Land geweiht werden sollte, Athene oder Poseidon. Er entschied jedoch, dass Troizen beiden Gottheiten gehören sollte. Diese Geschichte spiegelten auch die späteren Münzen von Troizen, die auf der Vorderseite Athene und auf der Rückseite den Dreizack des Poseidon zeigten. Als Nächstes bestieg Saron den Thron. Da er die Jagd liebte, errichtete er einen Artemis-Tempel am Psifäischen See. Als er bei der Jagd auf eine Hirschkuh im Saronischen Golf ertrank, wurde er im Artemisheiligtum begraben.
Einige Generationen später herrschten die Brüder Hyperes und Anthas, Söhne des Poseidon und der Alkyone. Sie gründeten die Orte Hypereia und Antheia. Anthas' Sohn Aëtios regierte als Nächstes und gründete die Stadt Poseidonias. Die Söhne des Pelops, Troizen und Pittheus, kamen schließlich ins Land und regierten zuerst über einen Teil des Landes. Später verdrängten sie Aëtios ganz vom Thron. Aëtios' Nachkommen wanderten nach Karien aus und gründeten Halikarnassos und Myndos. Nach Strabon war es Anthas, der vertrieben wurde und Halikarnassos gründete. Nachdem Troizen gestorben war, nannte Pittheus die Stadt nach seinem Bruder. Anaphlystos und Sphettos, die Söhne des Troizen, siedelten in Attika. Nach ihnen wurden später zwei Demen und zwei Trittyes benannt (Kleisthenische Reformen).
Der attische König Aigeus zeugte mit Aithra, der Tochter des Pittheus, Theseus. Bevor Aigeus nach Athen zurückkehrte, deponierte er ein Schwert und ein Paar Sandalen unter einem schweren Stein, die Theseus bergen sollte, sobald er stark genug war, den Stein anzuheben. Theseus bemächtigte sich der Gegenstände, begab sich nach Athen und wurde schließlich König von Attika. Theseus war mit der Amazone Hippolyte Vater des Hippolytos. Als Theseus Phaidra heiratete, schickte er Hippolytos zu seinem Großvater Pittheus nach Troizen. Später reiste Theseus, nachdem er die Söhne des Pallas getötet hatte, zur Reinigung von seiner Bluttat nach Troizen. Phaidra, die ihren Mann begleitete, sah Hippolytos zum ersten Mal und verliebte sich in ihn. Da Hippolytos die Liebe nicht erwiderte, nahm sich Phaidra das Leben. In einem Abschiedsbrief behauptete sie, dass Hippolytos sie begehrt habe. Daraufhin ließ Theseus seinen eigenen Sohn, als dieser auf dem Streitwagen unterwegs war, von Poseidon töten.
Im Schiffskatalog der Ilias nennt Homer Diomedes als Anführer der Troizener Krieger. Nach der Invasion der Herakleiden soll Troizen von Dorern bewohnt gewesen sein.

## Geschichte
Das Gebiet des antiken Troizen war seit dem 2. Jahrtausend v. Chr. besiedelt. Auf dem Hügel Megali Magoula fand man bedeutende mykenische Gräber. Hier oder bei der heutigen Stadt Galatas lag Pogon, der Hafen von Troizen, der der Insel Kalavria gegenüber lag. Aus dieser Zeit fand man in Troizen nur einige Streufunde. Besiedelung lässt sich erst anhand zahlreicher Gräber in geometrischer Zeit nachweisen. Um 530 v. Chr. kauften die vor Polykrates geflohenen Samier die Insel Hydra und standen nun unter dem Schutz der Troizener.
Während des Perserkriegs war Troizen oftmals mit eigenen Kontingenten an den Kämpfen beteiligt. Das erste Schiff, das durch die Perser 480 v. Chr. vor der Schlacht bei Artemision gekapert wurde, kam aus Troizen. Als der Feind sich Athen näherte, wurden viele Frauen und Kinder nach Troizen evakuiert. Eine Inschrift mit dem auf Betreiben des Themistokles gefassten Beschluss darüber wurde 1959 in Troizen gefunden. Ihre Echtheit ist in der Forschung allerdings umstritten. Sie wurde erst etwa 200 Jahre später verfasst und diente vermutlich politischen Zwecken. Vor der Schlacht von Salamis sammelten sich die Schiffe, darunter auch fünf aus Troizen, im Hafen Pogon. 479 v. Chr. nahmen auch 1.000 Troizener an der Schlacht von Plataiai, in der die Perser geschlagen wurden, teil. Auch in der etwa zeitgleichen Schlacht von Mykale zeichneten sich die Troizener durch ihre Tapferkeit aus.
Von 458 bis 446 v. Chr. war Troizen von Athen besetzt, bis schließlich ein Vertrag mit Sparta die Rückgabe der Stadt regelte. 435 v. Chr. beteiligten sich die Troizener als Bündnispartner von Korinth an dem Krieg gegen Kerkyra mit zwei Schiffen. Während des Peloponnesischen Kriegs kämpfte die Stadt an der Seite Spartas, weshalb die Gegend 430 v. Chr. von den Athenern verwüstet wurde. 425 v. Chr. forderte Nikias die Rückgabe Troizens. Als diese verweigert wurde, eroberte er Methana und verheerte bis zum Waffenstillstand im Jahre 423 v. Chr. Troizens Umland. Im Winter 413/2 v. Chr. erlegte man Troizen, Megara, Epidauros und Hermione auf, sich mit dem Bau von insgesamt 10 Schiffen am Aufbau einer peloponnesischen Flotte zu beteiligen.
Nach dem Tode Alexanders des Großen 323 v. Chr. beteiligte sich die Stadt an dem Bündnis mit Athen gegen Antipatros. 243 v. Chr. trat Troizen dem Achaiischen Bund bei. Im 2. Jahrhundert v. Chr. wurde die Akropolis vermutlich auf Anordnung der Römer verlassen. Im Jahre 124 besuchte der römische Kaiser Hadrian die Stadt. Wie die vielen aufgefundenen Kirchenruinen zeigen, war Troizen in frühbyzantinischer Zeit eine bedeutende Stadt. 885 taucht der Name Damala (griechisch: Δαμαλά) erstmals in einer Urkunde von Leo VI. auf und erwähnt einen römischen Offizier, der große Ländereien hier besaß. Nur drei Jahre später wurde die Suffragandiözese Damala und Pediada gegründet. 1204 gehörte die Stadt zu dem fränkischen Herzogtum Athen und kam 1205 an das Fürstentum Achaia. Als 1209 Wilhelm I. von Champlitte Griechenland verließ, um sein Erbe in Frankreich zu regeln, übergab er die Baronie von Damala als Lehen an Jakob de la Roche. Dieser errichtete auf der Akropolis die Burg Eldamala. Nach 1230 kam Wilhelm de la Roche, der Baron von Veligosti, in den Besitz von Damala. 1311 wird Jakob de la Roche als Baron von Damala und Veligosti erwähnt. Durch seine Heirat mit Jacqueline de la Roche kam 1325 Martino Zaccaria in den Besitz von Damala. 1345 trat Centurione I. Zaccaria seine Rechtsnachfolge an. Als dieser 1382 starb, übernahm seine Tochter Maria die Regentschaft, da alle männlichen Nachkommen noch unmündig waren. 1404 bemächtigte sich Centurione II. Zaccaria dem Fürstentum Achaia. Nach seinem Tod im Jahre 1432 fiel es an das Despotat Morea. 1463 wurde die Argolis von Mehmed II. erobert. Während der osmanischen Herrschaft wurde der Ort 500 m nach Osten verlagert und erhielt 1912 seinen heutigen Namen Trizina.

## Rundgang

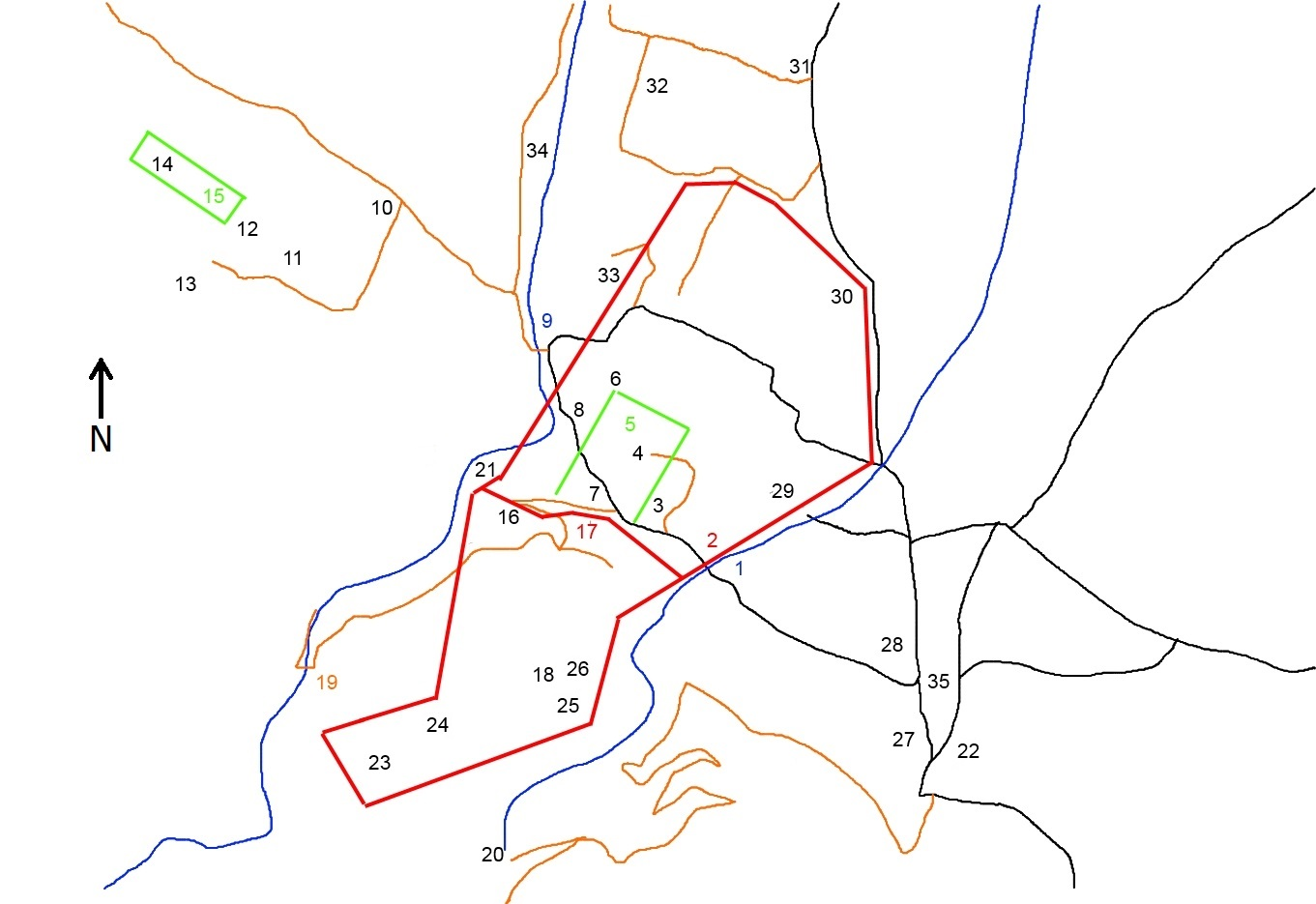
Plan des antiken Troizen

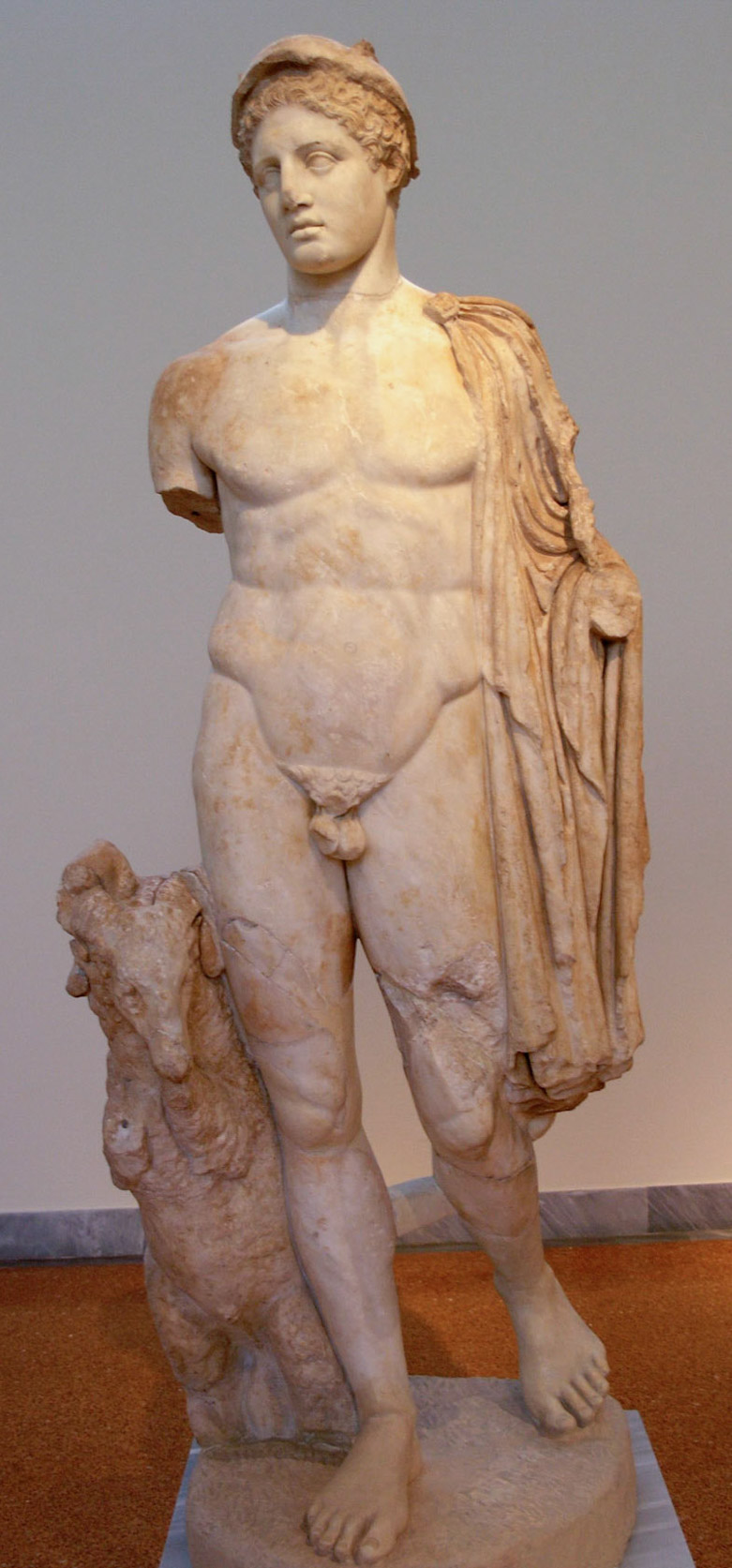
Hermes von Troizen

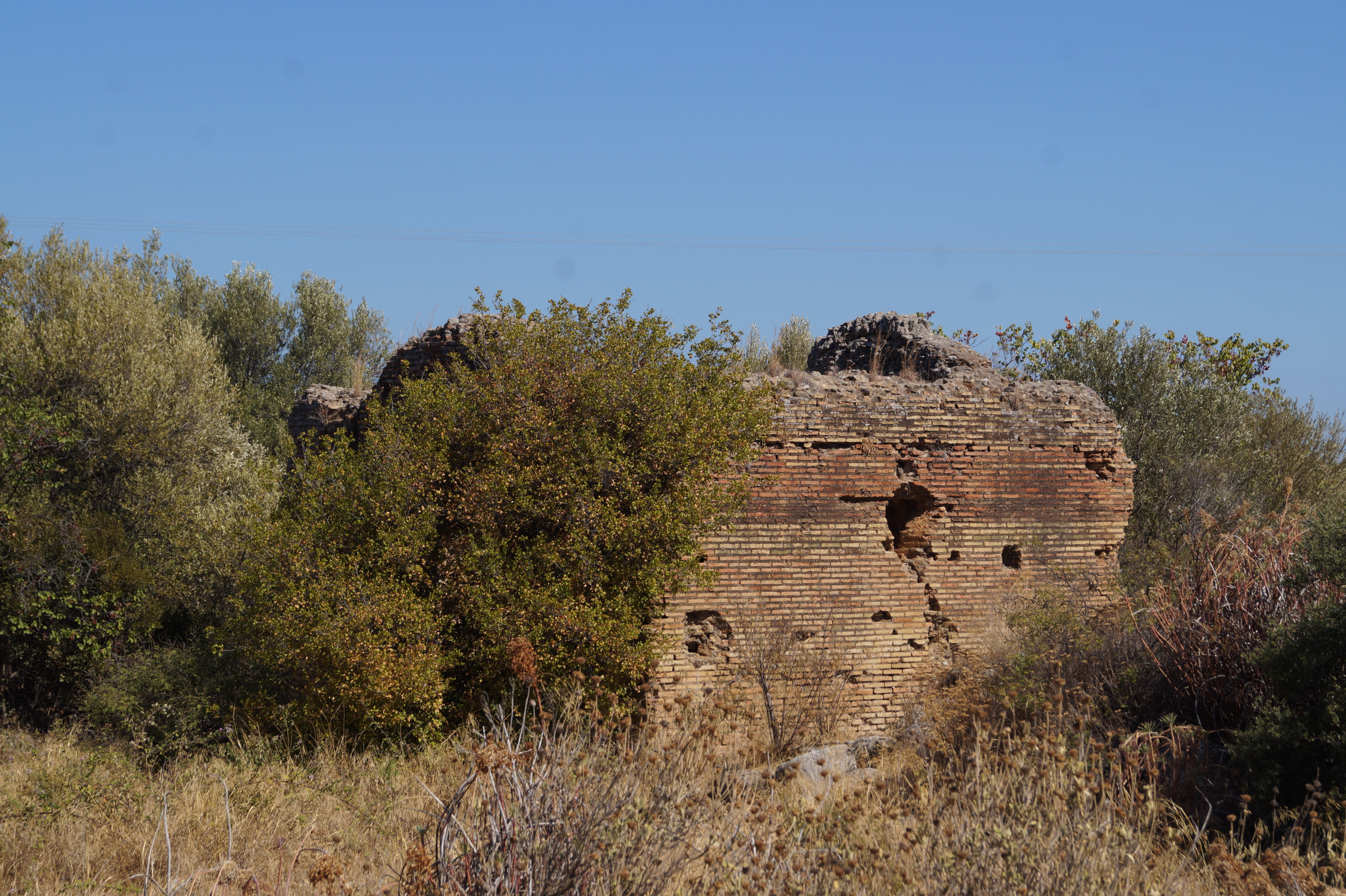
Römisches Grab RG 1

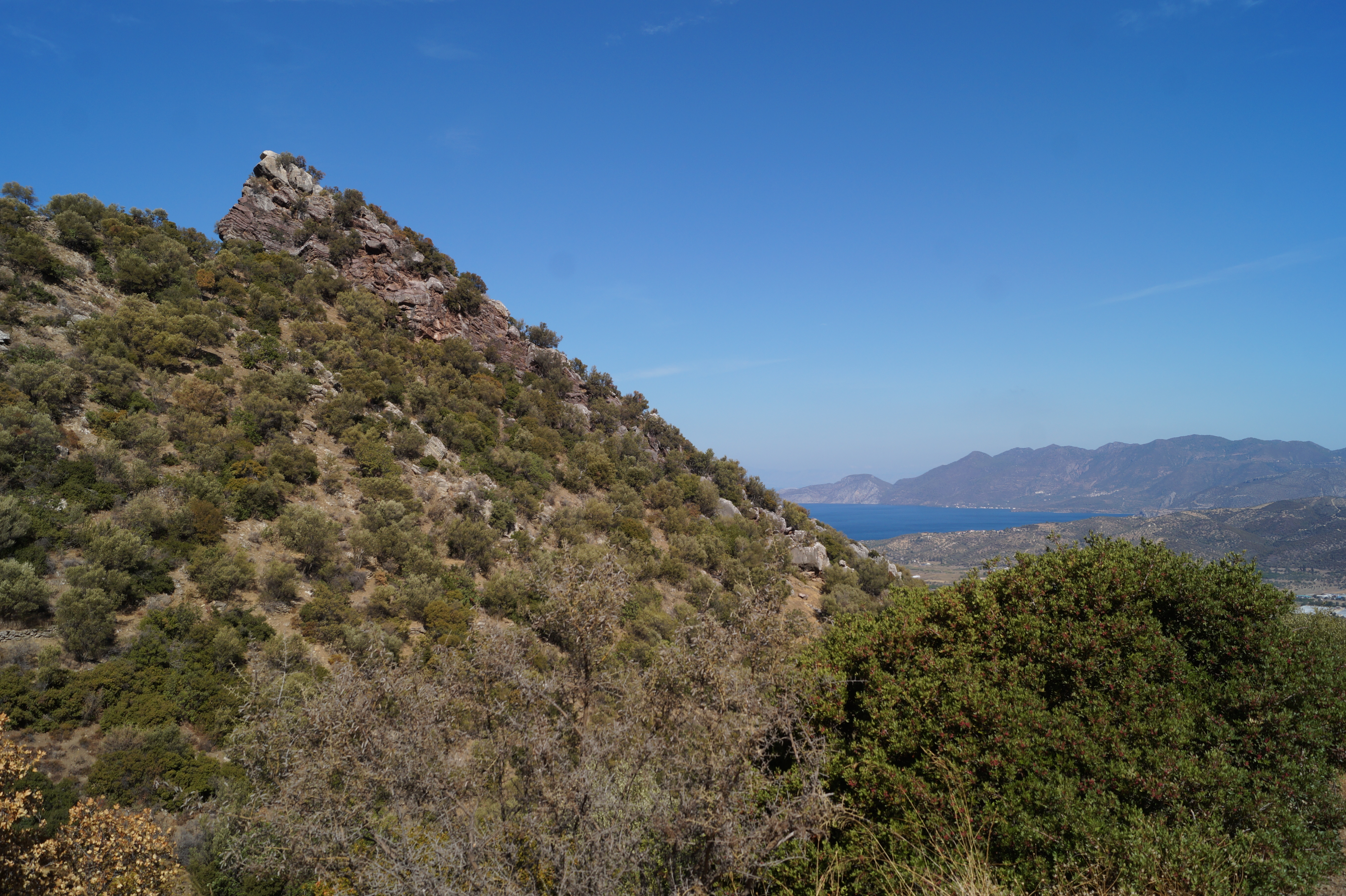
Akropolis von Troizen

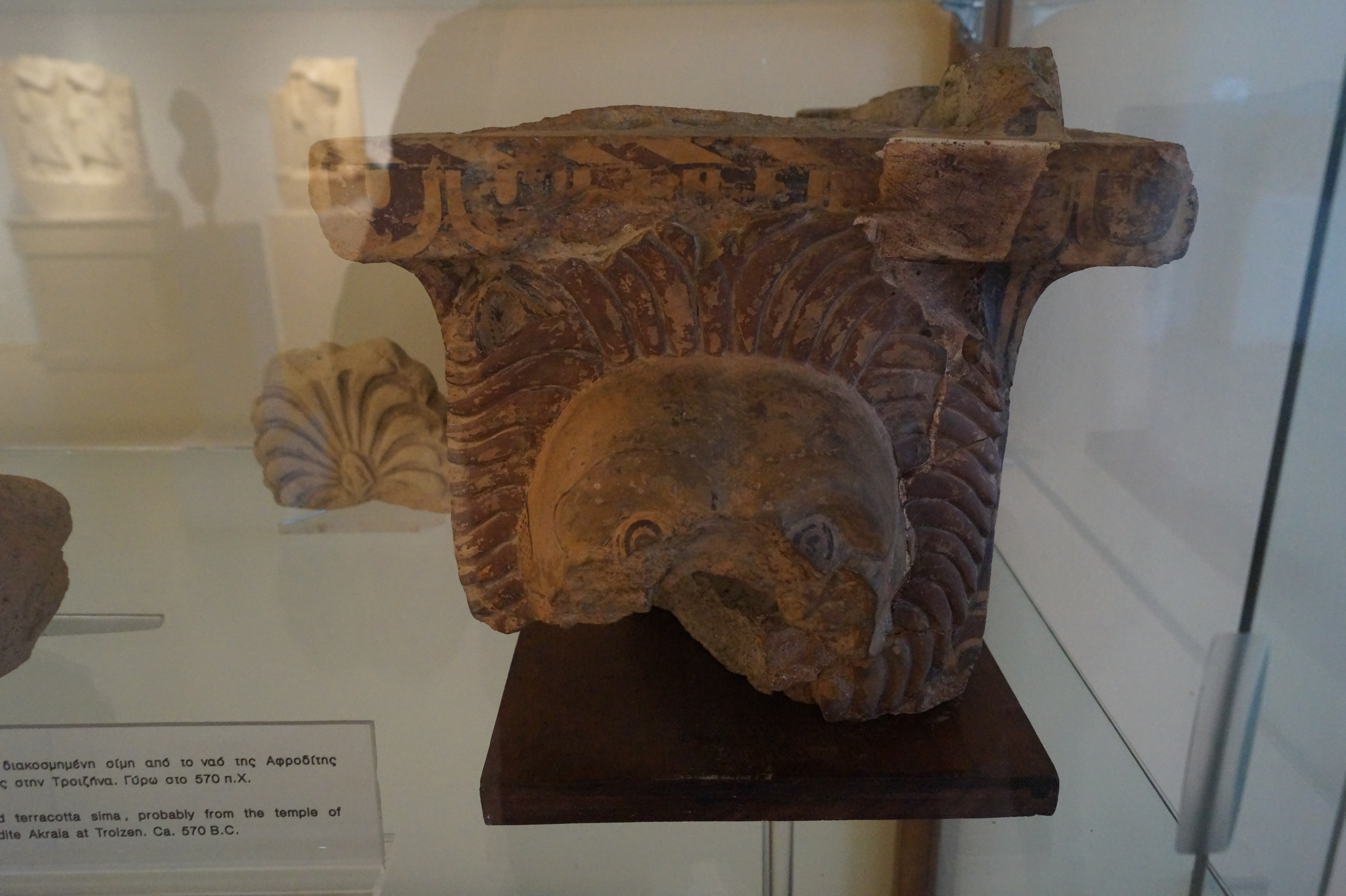
Sima mit Löwenkopf als Wasserspeier vom Tempel der Aphrodite Akraia

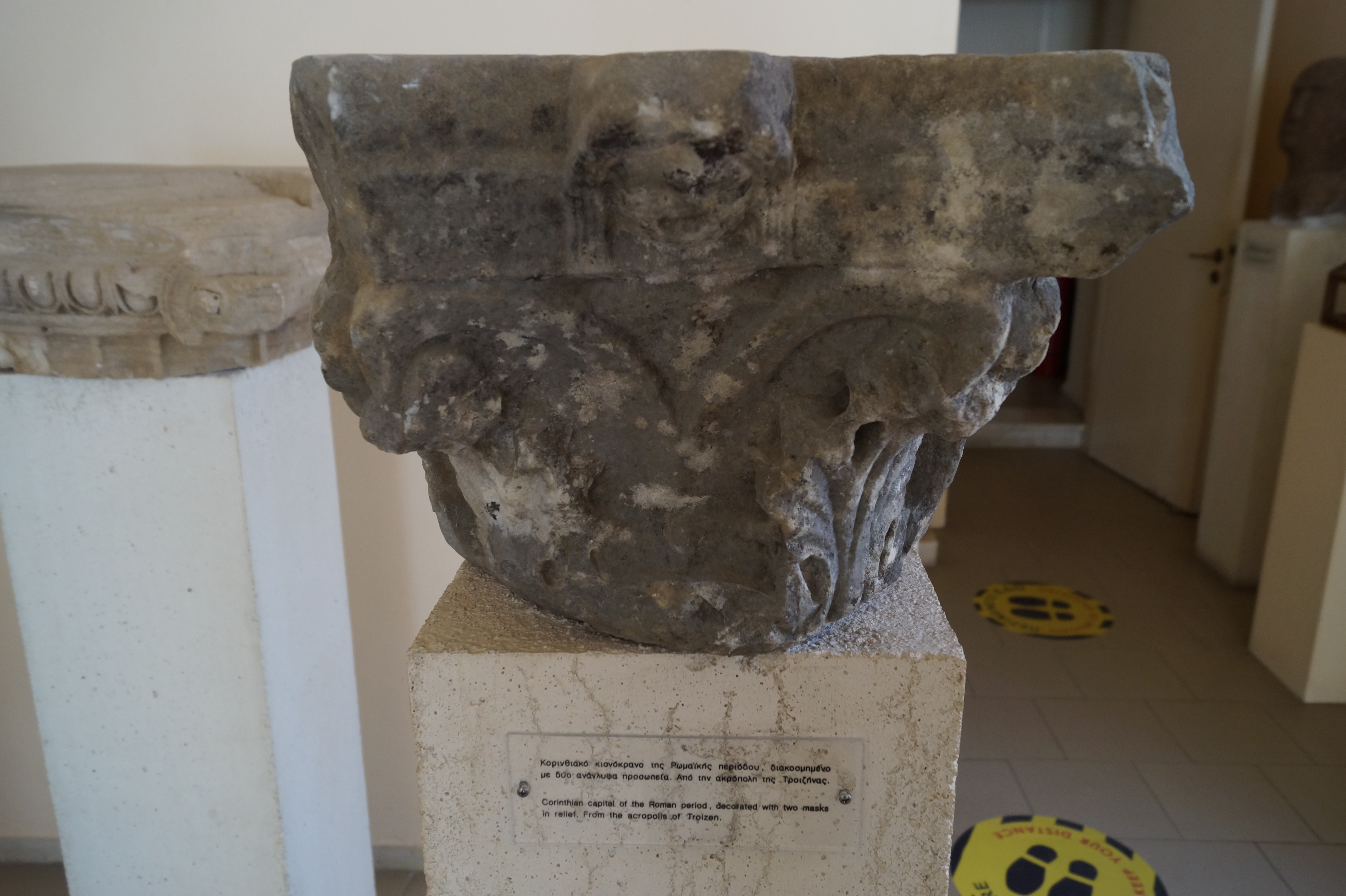
Korinthisches Kapitell mit Darstellung von zwei Masken

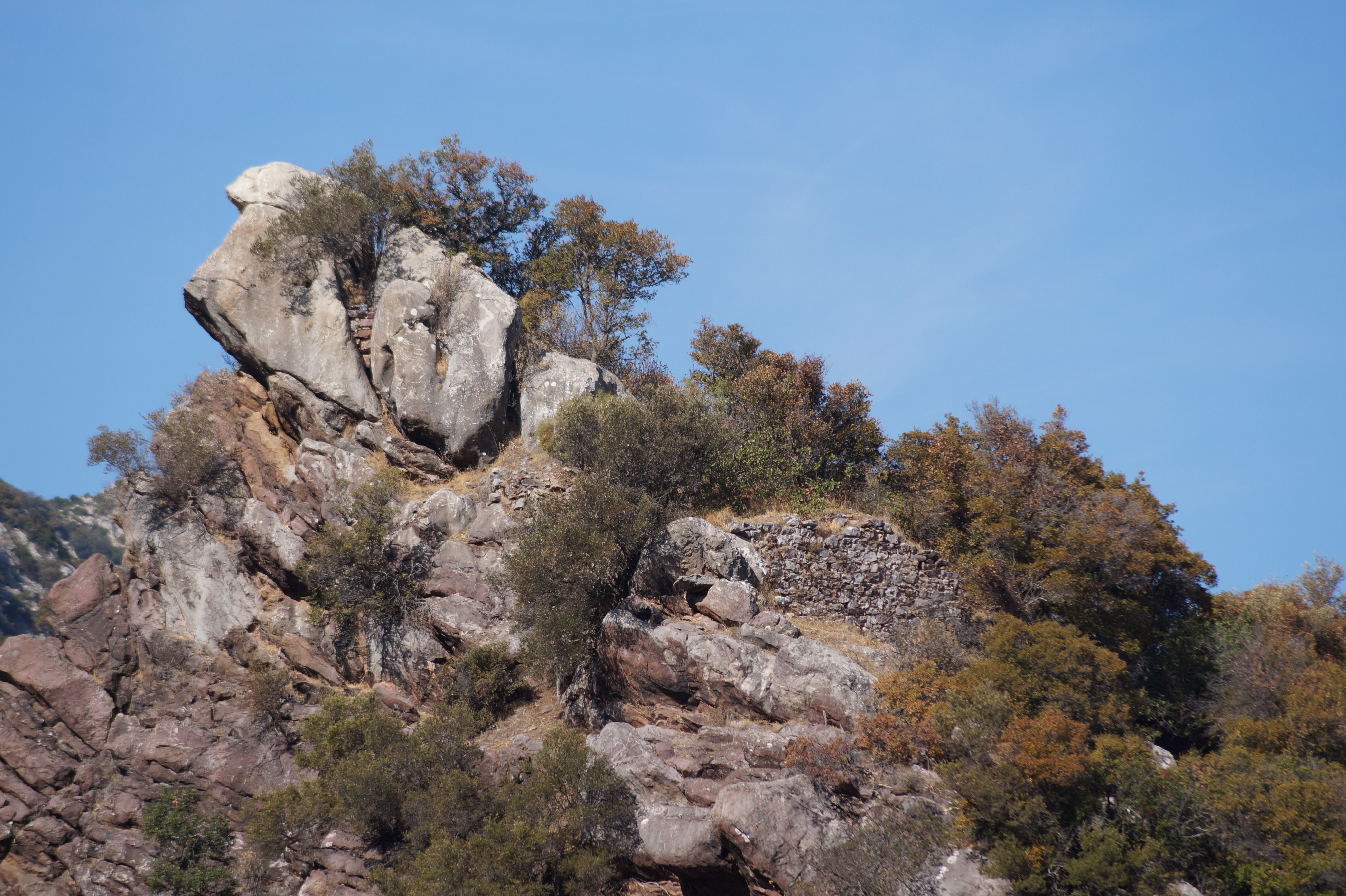
Mauerreste auf der Akropolis

Idealer Ausgangspunkt für ein Rundgang ist der Hauptplatz des Ortes Trizina. Hier gibt es gute Parkmöglichkeiten und eine Haltestelle des Busses von Galatas nach Methana. Etwa 240 m westlich des Ortes erreicht man die östliche Stadtmauer Troizens. Gegenüber einem Trinkwasserbrunnen sieht man noch nördlich der Straße Reste der aus großen Quadern errichteten Stadtmauer. Nochmals 90 m weiter liegt nördlich der Straße die Agios Georgios-Kapelle. Sie steht vermutlich auf den Fundamenten eines antiken Tempels. Westlich der Kirche erstreckte sich die antike Agora. Etwa 80 m nordwestlich fand man die Fundamente des Tempels der Artemis Soteira (altgriechisch Σώτειρα, Retterin), der von Theseus gestiftet sein soll. Nach Pausanias befand sich hier auch das Grab des Pittheus. Weitere 100 m nordwestlich bei der Kirchenruine Agia Soteira fand man das Dekret des Themistokles. Hier fand man auch die Statue des Hermes Polygios aus dem 2. Jahrhundert, die sich heute im Archäologisches Nationalmuseum in Athen befindet. Es ist eine Kopie eines Werkes von Naukydes aus dem 5. Jahrhundert v. Chr. Sowohl unter der Agios Georgios-Kapelle als auch der Kirchenruine Agia Soteira fand man die Fundamente einer dreischiffigen, frühchristlichen Kirche.
Kehrt man von der Agios Georgios Kapelle zurück zur Straße, so erreicht man etwa 100 m westlich eine Weggabelung. Hier liegt der sogenannte Theseus-Stein, unter dem sein Vater das Schwert und die Sandalen versteckt haben soll. Gegenüber fand man die Überreste des ardalischen Museions, das von Ardalos, dem Sohn des Hephaistos, erbaut sein soll. Hier soll Pittheus die Redekunst gelehrt haben. Bei den massiven Mauern und Bögen aus Ziegelsteinen handelt es sich um die Überreste einer römischen Therme. In dem Hain bei der Therme fand man mehrere Inschriften. Darunter befand sich auch ein Sockel einer Statue aus der Hand von Kephisodotos dem Jüngeren, die Apollon geweiht war.
Folgt man der südlichen Straße, so erreicht man nach etwa 150 m eine Spitzkehre. Etwa 60 m westlich des Weges ist noch ein Stück der Stadtmauer und ein Turm von 7,80 × 7,80 m erhalten. Unterhalb dieses Turmes bei der Agia Irini Kapelle fand Legrand zahlreiche einfache Tonlampen, mehr als 500 protokorinthische Skyphoi und einige Tonfiguren. Man vermutet, dass hier der Tempel der Demeter Thesmophoros lag. Unterhalb welchem ein Tempel des Poseidon Phytalmios gestanden haben soll. Etwas südlich der Agia Irini Kapelle gibt es Überreste mehrerer Horizontalrad-Wassermühlen.
Etwa 50 m östlich der Spitzkehre erreicht man einen hellenistischen Wehrturm, den sogenannten Theseus-Palast von 13 × 9,70 m Grundfläche. Der Turm lag an einer Mauer, die die heute schwer zugängliche Akropolis von der Unterstadt abtrennte. Die auch Diateichisma genannte Mauer wird anhand einer Inschrift in das Jahr 146 v. Chr. datiert. Vermutlich hatte man nicht mehr genügend wehrfähige Männer, um auch die Akropolis zu verteidigen und so gab man diese auf. Das antike Mauerwerk aus großen Steinblöcken ist noch etwa 6 m hoch erhalten. In fränkischer Zeit wurde der Turm aus kleinen unregelmäßigen Steinen wieder aufgestockt. Bei Ausgrabungen fand man Münzen von Wilhelm II. von Villehardouin, Karl I. von Anjou, Wilhelm I. de la Roche und Alfons von Poitiers. Der Eingang befindet sich an der Ostseite. Im Inneren erreicht man über eine Treppe mit 17 Stufen ein höhergelegenes Plateau. 20 m östlich des Turmes liegt unterhalb er Straße eine römische Zisterne, die aus Ziegeln errichtet war. Das wasserdichte Becken hat eine Größe von 5,27 × 4,44 m und diente vermutlich auch als Absetzbecken, in dem sich Schwebstoffe absetzen konnten.
Folgt man dem Weg nach Südwesten, so erreicht man nach etwa 450 m die Teufelsbrücke (griechisch Διαβολογέφυρο). Hierbei handelt es sich um eine natürliche Brücke über die Schlucht. Der Bach, der durch die Schlucht fließt, wird nach der Brücke Gefyraion (griechisch Γεφυραίον) genannt. Sein antiker Name war Chrysorrhoas (altgriechisch Χρυσορρόας, der Goldströmende). Nahe der Brücke ist eine große Eule in die Felswand geschlagen. Über die Brücke führte in der Antike ein Bewässerungskanal. In fränkischer Zeit wurde die Brücke durch ein Gewölbe verstärkt. Bei der Brücke fand Gabriel Welter einen Marmorkopf des Pan. Er vermutete, dass dieser von der Akropolis heruntergefallen war und lokalisierte deshalb das von Pausanias beschriebene Heiligtum des Pan Lyterios (altgriechisch Λυτήριος = erlösend) oberhalb dieser Stelle. Geht man über die Brücke und biegt nach rechts ab, so kann man zum Bach, der ganzjährig Wasser führt, hinabsteigen. Auf dem Weg nach unten kann man die Überreste einer weiteren Horizontalrad-Wassermühle sehen. Von der Teufelsbrücke soll in der Antike ein Weg über das Aderes-Gebirge nach Eileoi, dem heutigen Iliokastro und weiter nach Hermione geführt haben. An diesem Weg soll sich nicht weit von Troizen entfernt der eigentliche Stein des Theseus, der zuvor Altar des Zeus Sthenios genannt wurde, gelegen haben. Hier soll Theseus das Heiligtum der Aphrodite Nymphia gegründet haben. An dem Weg legte man in dem Gebiet Anathema 2010 ein Gebäude vom Ende des 4. oder 3. Jahrhundert v. Chr. frei.
Kehrt man zum Stein des Theseus zurück und folgt nun dem nördlichen Weg, so erreicht man nach etwa 200 m die Kirche des Johannes des Täufers. Auch bei dieser Kirche fand man die Grundmauern einer größeren, frühchristlichen Kirche. Es kam auch eine Statue eines nackten Jünglings ans Licht. Etwa 120 m nördlich geht man nach links und durchquert das Bachbett des Chrysorrhoas. Nach 70 m hinter einer Linkskurve zweigt von der befestigten Straße rechts ein Feldweg ab, auf dem man nach 280 m zwei römische Gräber RG 1 und RG 2 erreicht. Die Gräber liegen rechts des Weges. Wie alle römischen Ziegelbauwerke in Troizen aus dem 2. oder 3. Jahrhundert, wobei RG 2 älter als RG 1 ist. Grab RG 1 hat einen quadratischen von 7,50 × 7,50 m und Grab RG 2 einen sechseckigen Grundriss mit einem Durchmesser von knapp 9 m. Zur befestigten Straße zurückgekehrt, folgt man dieser bis zu einer kleinen Kreuzkuppelkirche Agios Stylianos.
Asklepieion
Hier biegt man nach Süden ab und erreicht nach etwa 500 m das u. a. von Gabriel Welter ausgegrabene Asklepiosheiligtum von Troizen mit einer Herberge für ca. 60 Gäste. 30 m südlich des Heiligtums liegen die Überreste eines Tempels für Hippolytos und 30 m nördlich die Reste eines byzantinischen Klosters. Nun kehrt man zu der Stelle, wo man den Chrysorrhoas durchquert hat zurück und wendet sich östlich des Bachbetts nach Norden. Nach etwa 190 m zweigt in einer Rechtskurve ein Feldweg ab. Nach etwa 60 m erreicht man linker Hand die Ruinen einer frühchristlichen, dreischiffigen Basilika. Sie war etwa 16 m breit und 36 m lang und hatte einen Narthex. Das Mittelschiff war mit 8 m doppelt so breit wie die Seitenschiffe. Das Mittelschiff hatte eine halbrunde Apsis. Zum Bau wurden zahlreiche antike Steinen, sogenannte Spolien, verwendet. In der Kirche fand man ein sehenswertes Mosaik. In der Nähe fand man auch die Überreste des Tempels des Zeus Soter, der von Aëtios gegründet worden sein soll.
Nekropole
Kehrt man zu dem befestigten Weg zurück und folgt dem weiteren Verlauf nach Osten bis man nach etwa 600 m an einer Kreuzung nach links abbiegt so sieht man nach etwa weiteren 260 m links die römischen Gräber RG 3 und RG 4. Grab RG 3 ist das am besten erhaltene Grabmal in Troizen. Der Zugang zu dem rechteckigen Grab von 9,36 × 8,22 m erfolgt von Westen. Man betritt zunächst einen Korridor, der die eigentliche Grabkammer im Norden, Westen und Süden umgibt. Im Korridor fand man sechs Gräber, die in den Boden eingelassen waren und in der Grabkammer sieben weitere, die auf dem Boden errichtet waren. Später wurde noch ein Sarkophag in die Grabkammer gebracht. Grab RG 4 hat einen Grundriss von 7,32 × 7,10 m. Nachdem es in der Antike eingestürzt war, wurde es umgebaut. Nach weiteren 420 m erreicht man Grab RG 5. Es hatte eine rechteckige Form von 8,20 × 6,69 m. Grab RG 6 liegt etwas versteckt im Zitronenhain etwa 300 m östlich des Grabs RG 5 und ist nicht so gut erhalten wie die anderen fünf. Kehrt man an RG 5 um und folgt der Straße nach Süden, so erreicht man nach etwa 1,2 km wieder den Ausgangspunkt.
Akropolis
Die Akropolis von Troizen ist heute schwer zu erklimmen. Am einfachsten ist der Zugang von Osten. Hierfür folgt man einem Fußpfad oberhalb des Ortes etwa 350 m südlich des Hauptplatzes. Der Weg führt nach Westen und nach etwa 230 m erreicht man eine unbefestigte Fahrstraße. Man folgt dieser Straße nach Westen und nach etwa 1,2 km und einigen Serpentinen erreicht man eine Abzweigung, die zu der etwa 150 m entfernten Kirche Agios Athanasios führt.
Südlich der Kirche führt ein Fußweg durch das Bachbett des nach der Kirche benannten Baches, der nur bei Regen Wasser führt. Folgt man dem Weg etwa 270 m nach Norden so erreicht man auf einem Bergsattel die Ruinen des archaischen Tempels der Aphrodite Akraia. In dem Taleinschnitt nordwestlich des Tempels war das Theater von Troizen gebaut. Es wurden bisher jedoch bis auf ein korinthisches Säulenkapitell mit der Darstellung von zwei Theatermasken keine weiteren Architekturfragmente des Theaters aufgefunden. Unterhalb des Artemistempels stand einst ein Isistempel und bei dem Theater der Tempel der Artemis Lyrkeia, der angeblich von Hippolytos gestiftet wurde. Hier soll es auch einen Stein gegeben haben auf dem Orestes von dem Mord an seiner Mutter entsühnt wurde. Auf der etwa 340 m hohen Akropolis, auf der noch einige mittelalterliche Mauern sichtbar sind, stand einst der Tempel der Athena Sthenias (altgriechisch Σθενιάς = die Starke). Bei Ausgrabungen fand Philippe-Ernest Legrand auf dem höchsten Plateau Architekturfragmente aus Tuff eines ionischen Tempels mit Stuck- und Farbresten. Bei Sondierungen fand er venezianische Münzen von Andrea Contarini und Antonio Venier.

## Liste der mythischen Könige von Troizen
- Oros, erster König von Troizen
- Althepos
- Saron
- Hyperes
- Anthas
- Aëtios
- Troizen
- Pittheus
- Diomedes

## Söhne und Töchter der Stadt
- Aithra, mythische Tochter des Königs Pittheus von Troizen, Mutter des Theseus
- Anaphlystos
- Sphettos
- Lelex aus Troizen, bei Ovid ein mythischer Held aus Troizen und Gefährte des Theseus
- Anaxo (Troizen), bei Plutarch mythische Frau aus Troizen, die von Theseus entführt und vergewaltigt wurde
- Hegias von Troizen, Dichter[34]
- Zenodotos von Troizen, Geschichtsschreiber hellenistischer Zeit
- Herophanes von Troizen, Gelehrter, vermutlich während der römischen Kaiserzeit.